# Арадо Ar 65
Авион Арадо Ar 65 је био немачки двокрилни ловац једносед, наследник авиона Арадо Ar 64. Такође је веома личио на њега. Једина већа разлика је било коришћење 12-цилиндричног мотора, уместо звездастог код Арада Ar 64, а повећан је и размах крила.

## Историја
Почетком тридесетих Немачка је постала једна од најразвијенијих земаља Европе, премда је стварање ратног ваздухопловства било под забраном. У то време Немачки спортски савез имао је приближно 50000 чланова. Једна од немачких ваздушно-транспортних школа, припремала је поред цивилних и војне пилоте. На тај начин се прикривало јавно нарушавање Версајског споразума, који је ограничавао број пилота и ваздухопловног особља. Министарсво одбране је преко свог авијациског штаба образовало малу али продуктивну авио-индустрију. Она је добила задатак да развија војне авионе за потребе тајно створеног ратног ваздухопловства. Две авио-компаније су активно узеле учешће у изради ловачког авиона, Арадо и Хајнкел. Главни конструктор предузећа Арадо, Валтер Ретхелм већ је имао искуства радећи на једноседима СД I и СД II. Први конструисан авион, био је школски ловац једносед Ar 64. Без обзира на обичну конструкцију и слабе карактеристике, он је представљао основни корак ка изградњи првог серијског ловца за Луфтвафе, Ar 65.
Свој први пробни лет, Арадо Ar 65 извео је 1931. године. Први прототип новог ловца, имао је конструкцију сличну претходнику (Ar 64), осим новог дванаестоцилиндричног мотора са воденим хлађењем, БМВ-VI 7.3 снаге 500/750 КС. Испитивања у току лета тог и још два прототипа, показала су потребу за уношења измене у конструкцији. Нови Ар 65д почео је са испитивањем 1932. године. Имао је бољи преглед из кабине, спуштенији задњи део трупа као и допунски држач крила. Услед тих измена, авиону је повећана тежина. Поређења ради маса код Ar 65a била је 1300/1830 килограма а код верзије Ar 65e 1511/1930 килограма. И поред повећане тежине, летне карактеристике и управљање се значајно побољшало. Услед побољшања, штаб Луфтвафе је обавестио фабрику да се припреми за серијску производњу ловца, за такозвану „управу демонстрационих летова“. Планирано је формирање три рекламне ескадриле и то у Берлину, Кенгигсбергу (сада Калињинград) и Фирту код Нирнберга.
Са неколико других мањих измена, ловац је почео да се производи у Варнеминдеу под називом Арадо Ar 65e. Први авион је додељен рекламној ескадрили Берлин-Штакен, крајем 1933. године. Ar 65e имао је наоружање од два митраљеза 7,9mm МГ-17. Резервоар са 220 литара горива располагао је против пожарним преградама. Конструкција авоина састојала се од шипки правоугаоног облика, заварених за челичне цеви. Крила су била дрвена, повезана металним шипкама. Конструкција носног дела, била је обложена лаким легурама а репни део платном. Званично прва рекламна ескадрила, формирана је 01. априла 1934. године у Деберице. Она је била основана на бази ескадриле Берлин-Штакен и служила као језгро за стварање треће ловачке ескадриле. 14. марта 1935. године, она је добила званични назив „ловачка ескадрила 132", касније пук (ЈГ-2). Међутим ескадрила је још од јула 1934. године, почела да добија нове ловце Хајнкел He 51а, уместо Ar 65. До почетка 1935. године сви авиони Ar 65 предати су ловачкој школи у Шлесхему, ради припреме младих пилота ловаца. У Немачким војним јединицама укупно је коришћено 88 авиона, 12 је продато Бугарској 1937. године.

## Производња
Укупно је произведено 194 авиона Арадо Ar 65: 
- модел  - 1 (Арадо)
- модел  - 1 (Арадо)
- модел  - 1 (Арадо)
- модел  - 10 (Арадо)
- модел  - 12 (Арадо)
- модел  - 109 (Арадо); 36 (А. Г. О.)
- модел  - 24 (Ерла)

## Корисници
- Бугарска - 12 авиона
- Немачка

## Варијанте
- : Прототип, 12-цилиндрични мотор са воденим хлађењем БМВ-VI 7.3 снаге 750 КС. Први лет 1931. године.
- : Прототип, сличан моделу  са мањим конструкцијским променама.
- : Прототип, сличан моделу  са мањим конструкцијским променама.
- : Производни модел.
- : Сличан моделу Ar 65d, али са скинутим вертикалним магацином за 6 бомбе од 10 kg.
- : Финални производни модел. Сличан моделу Ar 65e.
- : Модел који је прозводила лиценцно фабрика Ерла са мотором БМВ-VI 7.3з